# Oz and James's Big Wine Adventure
Oz and James's Big Wine Adventure was een Brits televisieprogramma van de BBC. Het programma werd gepresenteerd door James May die wijn proeft met meesterwijnproever Oz Clarke. Er zijn twee seizoenen gemaakt die zijn uitgezonden in 2006 en 2007.